# Cửa khẩu Pò Nhùng
Cửa khẩu Pò Nhùng hay Cửa khẩu Bảo Lâm là cửa khẩu tại vùng đất bản Pò Nhùng xã Bảo Lâm, huyện Cao Lộc, tỉnh Lạng Sơn, Việt Nam .
Cửa khẩu Pò Nhùng thông thương sang Cửa khẩu Dầu Ải (油隘口岸) trấn Thượng Thạch, thị Bằng Tường tỉnh Quảng Tây, Trung Quốc .
Đường tỉnh 746 nối cửa khẩu tới Quốc lộ 1 gần cửa khẩu Hữu Nghị .